# 西出朝風
西出 朝風（にしで ちょうふう、1885年〈明治18年〉10月6日 - 1943年〈昭和18年〉3月14日）は、口語歌人。本名：西出一（つかさ）。

## 経歴
大聖寺耳聞山（現・石川県加賀市）出身。父の孫一は橋立（現加賀市）で代々北前船業を営む西出家の9代西出孫左衛門の長男であったが、家督相続を許されず、大聖寺に分家した。
朝風は石川県立金沢第一中学校（現在の石川県立金沢泉丘高等学校）から慶應義塾（普通部）に進学し、後に中退した。
明治30年代から口語歌を発表。1910年（明治43年）には同じ詩人の西出うつ木と結婚し、1914年（大正3年）「新短歌と新俳句」を創刊。1915年（大正4年）、金沢の北国新聞社に入社し、紙上で、若い歌人に口語短歌への影響を与えた。1922年（大正11年）、「純正詩社雑誌」を創刊。竹久夢二と交流があり、その影響を受けて感傷的な傾向を見せた。

## 関連情報

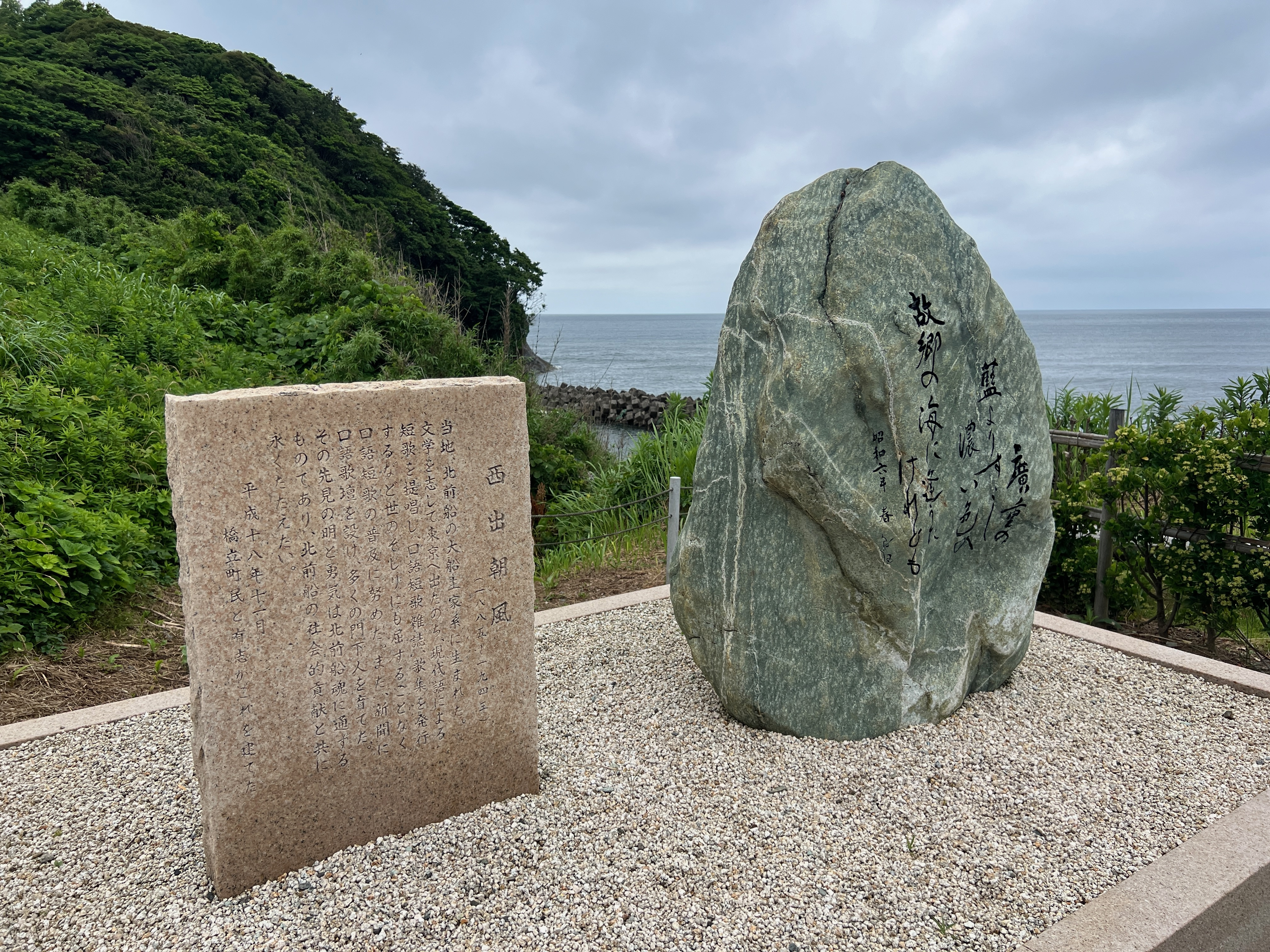
西出朝風の句碑

- 加賀橋立 - 朝風の父の出身地。朝風の歌碑がある[4]。